# Наланда (Франция)
Наланда (фр. Monastère Nalanda) — тибетский буддийский монастырь традиции гелуг под эгидой международного Фонда поддержания махаянской традиции в департаменте Тарн во Франции. Получил название в честь буддийского монастыря-университета Наланда в Древней Индии.
Монастырь Наланда является первым монастырём Фонда поддножания махаянской традиции (ФПМТ) в странах Запада. Расположен в шести километрах от замка Château d’en Clausade, занимаемого Институтом Ваджрайогини.